# Ordstammar i germanska språk
Ordstammar i germanska språk är typer av ord i de böjliga ordklasserna (främst substantiv, adjektiv och verb) i den germanska språkgruppen, till vilken svenska hör. Varje typ namnges efter det sista ljudet i den del av ordet som kallas ”stammen”.
Ett modernt språk som standardsvenska har ofta korta ord. Ofta består ord bara av en del: en odelbar stam. Ett exempel är ”hund”. Ibland har ord två delar, när en ändelse fogas till ordstammen, som i ”hundar”: hund‑ar.
Men svenska har utvecklats ur ett förhistoriskt språk som kallas urgermanska. Urgermanska utvecklades i sin tur ur ett äldre förhistoriskt språk, urindoeuropeiska. Gemensamt för dessa äldre språk är att de hade längre ord, som ofta bestod av tre komponenter:
rot–stamsuffix–ändelse
Roten och stamsuffixet utgör tillsammans stammen. Det fanns ett begränsat antal stamsuffix, högst ett par dussin. Därför kan man dela in orden i grupper efter stamsuffixen. Här är några exempel från urgermanska:
- dag‑a‑z : *dagaz, standardsvenska ”dag”
- arm‑a‑z : *armaz, ”arm”

Den mellersta komponenten i orden är stamsuffixet ‑a‑, så *dagaz och *armaz är a‑stammar.
- gast‑i‑z : *gastiz, ”gäst”
- wen‑i‑z : *weniz, ”vän”

Den mellersta komponenten i orden är stamsuffixet ‑i‑, så *gastiz och *weniz är i‑stammar.
Exempelorden har valts så att den urgermanska formen är lätt igenkännlig i standardsvenska. Asterisken (*) indikerar att orden är rekonstruerade; det finns ingen bevarad urgermansk skrift med dessa ord.
I exemplen ser man hur ordstammarna namngivits efter det stamsuffix som använts för att bilda en ordstam av  roten.
Ordet ”stam” har en dubbel betydelse. *arma‑ är en stam, men språkforskare säger också att hela ordet *armaz är en a‑stam. Skriftligt belagda former av detta ord, som fornnordiska arma och nysvenska arm kan också kallas a‑stammar, men i fråga om moderna språk är det oftast inte relevant att ange deras ursprungliga ordstamstyp.
På grund av språkutvecklingen kan man inte längre urskilja stamsuffix som ‑a‑ och ‑i‑ i arm och gäst. Ordstamsbegreppet har mindre betydelse i moderna språk, men används för att vetenskapligt beskriva uppkomsten av germanska språks och andra indoeuropeiska språks olika böjningsmönster. Orden arm och gäst är exempel på detta. När orden böjs i pluralis (flertal), får de olika pluralisändelser:
- arm–armar
- gäst–gäster

Skillnaden mellan ‑ar‑ och ‑er‑ beror på att stamsuffixen har påverkat pluraländelserna. 
Stamsuffixen har i moderna språk antingen försvunnit (som i singularisformen arm) eller finns kvar – mer eller mindre förändrade – i vissa böjningsformer, som i pluralisformen armar.
Ordstamsbegreppet används för att vetenskapligt beskriva uppkomsten av germanska språks (och andra indoeuropeiska språks) olika böjningsmönster. I vetenskap och undervisning indelar man orden efter ordstam för att systematisera ordförrådet och rekonstruera språkutvecklingen från förhistorisk tid. Orden i en viss ordstamsgrupp böjs på samma sätt, så om man anger att ett substantiv till exempel är en a‑stam av ett visst genus, behövs oftast inte ytterligare information om ordets böjning.
Förekomsten av urskiljbara ordstamstyper är alltså ett arv från urindoeuropeiskan. Denna artikel ger en översikt av begreppet ordstam och de olika ordstamstyperna, med störst vikt på den nordiska grenen av de germanska språken. Beskrivningen utgår från ordens former i urgermanskan i stället för former i den äldre urindoeuropeiskan. För fullständiga böjningsmönster hänvisas till artiklar om de rekonstruerade förhistoriska moderspråken, och belagda äldre germanska språk.

## Germanska språks ursprung
De flesta språk som idag talas i området från Europa till norra Indien har utvecklats ur ett förhistoriskt språk, urindoeuropeiska. Urindoeuropeiskan splittrades i flera språk; bland dem var urgermanska, som talades i norra Europa under första årtusendet f.Kr. Urgermanskan splittrades i sin tur i olika germanska språk. Ett av dessa tidiga germanska språk var urnordiskan. Urnordiskan utvecklades till fornnordiska, som var ganska enhetlig i hela Skandinavien. Fornnordiska splittrades sedan i olika nordiska språk, däribland de svenska språkliga varieteterna.
Urindoeuropeiska och urgermanska är hypotetiska språk som har rekonstruerats genom att jämföra belagda språk som utvecklats ur dem. Urnordiska är däremot ett delvis belagt språk, eftersom det finns urnordiska runinskrifter.
”Urnordiska”, som talades före vikingatiden, ska skiljas från ”fornnordiska”, som talades ungefär på vikingatiden i väst‐ och östnordiska dialekter.

## Böjningsmönster i indoeuropeiska språk
Ett typiskt drag för indoeuropeiska språk är att de har flera böjningsmönster för varje ordklass. Ett enkelt exempel är att standardsvenska substantiv har sex deklinationer med olika pluralisändelser:
| Singularis | Pluralis          |
| ---------- | ----------------- |
| kvinna     | kvinn‐or          |
| arm        | arm‐ar            |
| gäst       | gäst‐er           |
| ko         | ko‐r              |
| bälte      | bälte‐n           |
| ägg        | ägg (+nollmorfem) |

I den grammatiska kategorin numerus av substantiv har alltså standardsvenska grammemet pluralis som utmärks med sex olika allomorfer: ‑or, ‑ar, ‑er, ‑r, ‑n och nollmorfem.
En mångfald av böjningsmönster är ingen självklarhet. Finska språkliga varieteter (som inte är indoeuropeiska) har endast en deklination i nomenböjningen och en konjugation i verbböjningen.
Orsaken till att indoeuropeiska språk i allmänhet har olika böjningsmönster är att ett flertal ordstamstyper fanns, och att dessa påverkat ändelserna. Skälet till att svensktalande säger två armar, två gäster (och inte till exempel  två armar, två *gästar eller två *armer, två gäster) är att arm och gäst tillhör olika ordstamstyper. (* indikerar att ett ord inte finns belagt eller att det är en hypotetisk form från ett tidigare språkstadium.)

## Rot, stamsuffix och böjningsändelse

### Inledande jämförelse med nutida svenska
För att förstå analysen av ordstamstyper är det nödvändigt att bli bekant med den indoeuropeiska tredelningen av ord i 
- rot,
- stamsuffix och
- böjningsändelse.

För att uppnå denna förståelse krävs av en svensktalande person att denne frigör sig från sin intuitiva uppfattning av ords struktur.
Intuitivt gör svensktalande en tudelning av böjda ord i en grundform eller stam å ena sidan och ändelser som fogas till stammen å den andra. Till stammen båt‐ kan i svenska fogas ändelser: båt‑ar, båt‑en, båt‑ar‑na.
I vissa fall är dock en tredelad ordstruktur tydlig i svenska, som i rys‑ning‑ar. De tre morfemtyperna kallas:
- rot eller rotmorfem, som bestämmer den grundläggande semantiska betydelsen: rys‐
- avledningssuffix eller avledningsmorfem, som avgör ordklasstillhörigheten och utvidgar roten till en ordstam: ‑ning‐
- böjningsändelse eller böjningsmorfem, som avgör grammemtillhörighet: ‑ar

Roten och avledningssuffixet bildar en stam, och avledningssuffixet kan därför kallas stamsuffix.
Att avledningssuffixen (stamsuffixen) bildar ord och avgör ordklasstillhörighet visas av dessa exempel:
- ret‑ning‑ar – ett substantiv
- ret‑lig‑ast – ett adjektiv
- ret‑a‑de – ett verb

De flesta ord i nutida svenskt löpande tal eller skrift är inte tredelade på detta vis, men principen har demonstrerats här för att förklara äldre indoeuropeiska språks ordstruktur. 

### Rot, stamsuffix och böjningsändelse i urindoeuropeiska
De urindoeuropeiska ord som kan rekonstrueras bestod i regel av rot, stamsuffix och böjningsändelse. I urindoeuropeiskan fanns ord som bestod av enbart rot och ändelse, men språket utvecklades alltmer till ett stadium där ord hade denna uppbyggnad:
{\displaystyle \underbrace {\underbrace {\text{rot+stamsuffix}} _{\text{stam}}+{\text{ändelse}}} _{\text{ord}}}
Detta arv är uppenbart i urgermanska och urnordiska, även om det finns urgermanska och urnordiska ord som inte passar in i detta schema. I senare nordiska språk (efter urnordiskan) är arvet från den indoeuropeiska ordstrukturen mindre synligt, eftersom avledningssuffix och böjningsändelser ofta växt ihop till en enhet eller försvunnit. Ett svenskt substantiv som båt består idag enbart av en rot, och i en böjd form som båtar finns en ändelse (‑ar) som är en reducerad, sammansmält rest av det ursprungliga stamsuffixet och den ursprungliga böjningsändelsen. Arvet från den tidigare ordstamsvariationen är dock synligt som variation i nutida språks ordböjning.

## Beteckningar för ordstamstyper
Ordstamstyperna har namngivits efter stamsuffixen. Det urgermanska ordet *fiskaz (fisk, nominativ) kan analyseras som *fisk‑a‑z; stamsuffixet är ‑a‑, och ordet kan sålunda kallas en a‑stam.

### Olika konventioner för ordstamsbeteckningar
Att ett ord som *fiskaz kallas en a‑stam i viss litteratur beror på att man där tar fasta på det språkstadium där suffixet hade formen ‑a‑. Men språkljuden i ord har ändrats. I urindoeuropeiskan hade ordet fisk formen *pisḱos i nominativ; stamsuffixet var ‑o‑. Det urindoeuropeiska stamsuffixet ‑o‑ utvecklades till urgermanska ‑a‑. (Dessutom blev det uddljudande p‑ ett f‑ i germanska språk.) 
Man kan alltså benämna denna ordstamstyp ”o‑stammar” om man tar fasta på stamsuffixets ljudvärde i ett äldre språkstadium (‑o‑), eller ”a‑stammar” om man tar fasta på stamsuffixets yngre ljudvärde (‑a‑). Olika germanska grammatikor har olika konventioner. Grammatiska beskrivningar av urgermanska har ofta det förra beteckningssättet; beskrivningar av urnordiska och nordiska fornspråk har det senare. 
Ett liknande fall är de stammar som på ett tidigare stadium haft stamsuffixet ‑ā‑. Dessa stammar brukar ges former med ‑ō‑ i rekonstruerad urgermanska. Utvecklingen av detta stamsuffix har varit:
tidig urindoeuropeiska ‑ah2‑ ＞ senare urindoeuropeiska ‑ō‑ ＞ urgermanska ‑ā‑ ＞ urnordiska ‑u‑
(h2 är en hypotetisk indoeuropeisk konsonant med ovisst ljudvärde.)
Beteckningen ā‑stam utgår från ett äldre språkstadium, och ō‑stam från ett yngre. (Makron över ā och ō betecknar lång vokal.) 
De två nämnda beteckningssätten kan ge upphov till förvirring. Trots att stamsuffixen i de vanliga referensformerna för rekonstruerad urgermanska är ‑a‑ respektive ‑ō‑, kallas de ofta o‑stammar och ā‑stammar i texter om urgermanska.
| Ord                                            | Texter om urgermanska har ofta | Texter om urnordiska har ofta |
| ---------------------------------------------- | ------------------------------ | ----------------------------- |
| urgermanska *fiskaz, urnordiska *fiskaR (fisk) | o‑stam                         | a‑stam                        |
| urgermanska *ahwō, urnordiska *ahwu (å)        | ā‑stam                         | ō‑stam                        |

Tabellen visar att dessa två stamtyper i texter om urgermanska inte betecknas enligt de vanliga rekonstruerade urgermanska referensformerna. Beteckningarna syftar på ett tidigare språkstadium. Många auktoriteter säger alltså – något förvirrande – att urgermanska *fiskaz är en o‑stam, och *ahwō är en ā‑stam.
De flesta ordstammar har dock enhetliga beteckningar i vetenskaplig litteratur om germanska språk.

## Ordstammar i urgermanska och urnordiska
Urgermanskan utvecklades till:
- de nordiska språken,
- västgermanska språk (tyska och engelska språkliga varieteter), och
- den utdöda gotiskan (och andra nästan okända, utdöda östgermanska språk).

Denna artikel behandlar ordstammar i urgermanska och urnordiska. Germanska språkförändringar som pekar fram mot västgermanska och gotiska behandlas ej i denna artikel. Artikeln är inte en beskrivning av böjningsläran i urgermanska eller urnordiska; fullständiga böjningsmönster för kasus‑ och numerusformer anges oftast ej, utan artikeln beskriver principer och ordstamsvariationens språkhistoriska följdverkningar.
Den fonologiska skillnaden mellan urgermanska och urnordiska är ganska liten: de tre delarna rot, stamsuffix och böjningsändelse är synliga i de flesta ord. De största förändringarna skedde när den gemensamma urnordiskan övergick i nordiska fornspråk. Eftersom urgermanska och urnordiska är av liknande typ kan de behandlas i ett sammanhang.
Det finns tre slags ordstammar:
- vokalstammar
- konsonantstammar
- rotstammar

Vokalstammar och konsonantstammar har namn efter stammens sista ljud. Om stamsuffixet var en vokal (eller slutade på vokal) var det en vokalstam.
Det fanns tre grammatiska genera (genus) i urgermanska och urnordiska: maskulinum, femininum och neutrum. (Genus ska ej förväxlas med sexus, som är biologiskt kön; även livlösa ting som sol och himmel har varit feminina eller maskulina, utom i några moderna germanska språkformer som standardsvenska.) Språkutvecklingen ledde till att vissa ordstamstyper begränsades till ett eller två genera.

## Vokalstammar
Bland vokalstammarna dominerar o‑stammar (a‑stammar) bland de maskulina och neutrala substantiven, och ā‑stammar (ō‑stammar) bland de feminina substantiven.
Utöver dessa fanns i‑stammar och u‑stammar.
Eftersom o‑stammar (a‑stammar) och ā‑stammar (ō‑stammar) har gemensamma drag behandlas de här samlat.

### o‑stammar ochā‑stammar (a‑stammar ochō‑stammar)
De största grupperna av vokalstammar var alltså o‑stammar och ā‑stammar, och de behandlas traditionellt först. Fördelningen på genera var denna:
- o‑stammar var maskulina eller neutrala
- ā‑stammar var feminina

Som nämnts ovan måste man vara beredd på att viss litteratur har beteckningarna 
- a‑stammar: maskulina eller neutrala
- ō‑stammar: feminina

Eftersom denna artikel behandlar urgermanska följs det förra beteckningssättet, men det senare – som ofta återfinns i framställningar om urnordiska och fornnordiska – anges inom parentes.

#### Renao‑stammar (a‑stammar)
En av de maskulina o‑stammarna (a‑stammarna) var *dagaz (urnordiska dagaR, standardsvenska dag). Ordet består av dessa delar:
| Rot  | Ordbildningssuffix | Böjningsändelse |
| ---- | ------------------ | --------------- |
| dag‑ | ‑a‑                | ‑z              |

Urgermanska substantiv var kasusböjda. Böjningsändelsen ‑z anger kasuset nominativ. De olika kasusen (ackusativ, genitiv med flera) hade olika ändelser. Den fullständiga böjningen av *dagaz i kasus och numerus var denna i urgermanska:
|           | Singularis | Pluralis |
| Nominativ | *dagaz     | *dagōzez |
| Ackusativ | *dagan     | *daganz  |
| Dativ     | *dagai     | *dagamaz |
| Genitiv   | *dagaza    | *dagom   |

Böjningsformer utöver nominativ singularis anges mestadels inte i denna artikel, men man bör notera att alla kasus – även nominativ – hade en böjningsändelse. Detta till skillnad från till exempel modern svenska, där grundformen dag saknar ändelse.
Ordet *dagaz utvecklades till urnordiska dagaR och senare till fornsvenska dager. Det moderna dag kommer inte av dager, utan av fornsvenska ackusativformen dag på grund av ackusativism. I detta undantagsfall överlevde även nominativen dager, men i en specialbetydelse (naturligt ljus).
Bland de talrika maskulina o‑stammarna (a‑stammarna) finns lätt igenkännliga ord som *armaz (arm), *wargaz (varg, ursprungligen ”brottsling”, ett noanamn).
Bland de talrika neutrala o‑stammarna (a‑stammarna) kan nämnas *wordan (ord).

#### Renaā‑stammar (ō‑stammar)
De talrika feminina ā‑stammarna (ō‑stammarna) behandlas i grammatiska översikter som en feminin motsvarighet till de maskulina och neutrala o‑stammarna (a‑stammarna).
En ā‑stam (ō‑stam) är *manō (hästman).

#### wo‑stammar (wa‑stammar) samtwā‑stammar (wō‑stammar)
Ordstammarna som nämnts i föregående stycken kallas ”rena”. Förutom ”rena” stammar finna underavdelningar till o‑stammarna (a‑stammarna) respektive ā‑stammarna (ō‑stammarna). Dessa underavdelningar definieras av att en halvvokal föregår vokalen i stamsuffixen.
Två sådana underavdelningar är grupper av ord i vilka halvvokalen ‑w‑ föregår vokalen:
- maskulina och neutrala wo‑stammar (wa‑stammar)
- feminina wā‑stammar (wō‑stammar)

Dessa underavdelningar är o‑stammar (a‑stammar) och ā‑stammar (ō‑stammar), men med modifieringen att ett ‑w‑ föregår suffixets vokal.
Detta ‑w‑ påverkade vokalen i roten. Man kan jämföra det maskulina ordet *armaz (arm) och det neutrala urnordiska *alwa (öl).. Rotvokalen var ‑a‑ i både *armaz och *alwa. Men ‑w‑ ändrade vokalen i *alwa genom w‑omljud, och föll sedan bort. Därför har svenska idag olika vokaler i arm och öl. Denna förändrande verkan på rotens vokal är anledningen till att wo‑stammar (wa‑stammar) och feminina wā‑stammar (wō‑stammar) behandlas som särfall i germansk språkhistoria, skilda från de rena o‑stammarna (a‑stammarna) och ā‑stammarna (ō‑stammarna).

#### jo‑stammar (ja‑stammar) samtjā‑stammar (jō‑stammar)
Förutom /w/ hade urgermanska också halvvokalen /j/, som ibland skrivs /y/. Halvvokaler är fonem som kan uppträda som vokaler (allofonerna [u] och [i]) eller konsonanter (allofonerna [w] och [j]) beroende på omgivande fonem. I fallet med maskulina/neutrala jo‑stammar (ja‑stammar) och feminina jā‑stammar (jō‑stammar) är växling mellan konsonantisk och vokalisk funktion betydelsefull. Underavdelningarna som hade /j/ som första del av stamsuffixet undergick nämligen ytterligare splittring: stamsuffixet blev enstavigt om rotstavelsen var kort, men tvåstavigt om rotstavelsen var lång.
(Kort rotstavelse betyder att en kort vokal följdes av endast en kort konsonant. Denna stavelsetyp finns inte i standardsvenska.)

##### Maskulina och neutralajo‑stammar (ja‑stammar) ochijo‑stammar (ija‑stammar)
Utvecklingen av de maskulina och neutrala jo‑stammarna (ja‑stammarna) visas av de två orden *herjaz (här, krigshär) och *herðjaz (herde) Dessa ord fick under utvecklingens gång dessa former:
- *herjaz
- *herðijaz[26]

Observera att *herjaz förblivit tvåstavigt, medan *herðijaz blivit trestavigt. Stamsuffixet har blivit ‑ija‑ i *herðijaz. Detta ledde till att dessa ordstamstyper utvecklades olika i fornnordiska. 
Övergången från urnordiska till fornnordiska definieras av synkope. Synkopen ledde till att stamsuffixen reducerades eller försvann helt. Det tvåstaviga ordet *herjaz utvecklades på detta sätt:
urgermanska *herjaz ＞ urnordiska *herjaR ＞ *fornöstnordiska hærr ＞ fornsvenska hær ＞ standardnusvenska här
Det trestaviga ordet *herðijaz utvecklades på detta sätt:
urgermanska *herðijaz ＞ urnordiska *herðijaR ＞ *fornöstnordiska hirðiR ＞ fornsvenska herþe ＞ standardnusvenska herde
De urgermanska ija‑stammarna blev alltså tvåstaviga i svenskan.
Neutrala jo‑stammar (ja‑stammar) undergick samma utveckling av stamsuffixet, men böjningsändelserna var något annorlunda.

##### Femininajā‑stammar (jō‑stammar) ochijā‑stammar (ijō‑stammar)
Språkutvecklingen skedde på liknande sätt i feminina jā‑stammar (jō‑stammar): dessa ords stamsuffix blev en‐ eller tvåstavigt beroende på om rotstavelsen var kort eller lång. Enligt detta synsätt är feminina (i)jā‑stammar ((i)jō‑stammar) undergrupper av ā‑stammar (ō‑stammar), liksom maskulina (i)jo‑stammar ((i)ja‑stammar) är undergrupper av o‑stammar (a‑stammar). Men ett avvikande synsätt menar att det inte finns full parallellitet mellan de maskulina/neutrala stammarna och de feminina; de feminina ijā‑stammarna (ijō‑stammarna) med lång rotstavelse har i gotiska och fornnordiska nominativändelser som inte kan härledas ur ett ijō‑suffix.

### i‑stammar ochu‑stammar
i‑stammarna och u‑stammarna är mer lättöverskådliga. Stamsuffixet var ‑i‑ respektive ‑u‑, och dessa suffix var likadana i urgermanska och urnordiska.
Ursprungligen fanns i‑stammar och u‑stammar av alla tre grammatiska genera – neutrala i‑stammar och u‑stammar var dock ovanliga. När urnordiska övergick till fornnordiska hade förhållandet ändrats, så att i‑stammar var maskulina eller feminina, och u‑stammar enbart maskulina.
Ett exempel på en i‑stam är gastiz (gäst), som är belagt från urnordiskan:
urgermanska *gastiz ＞ urnordiska *‑gastiR ＞ fornnöstordiska *gæstR ＞ fornsvenska gæster ＞ standardnusvenska gäst (egentligen en ackusativform)
Den ursprungliga stamsuffixevokalen ‑i‑ förklarar ordets senare utveckling i till exempel svenska. Vokalen ‑i‑ har orsakat i-omljud av rotvokalen, så att ‑a‑ har blivit ‑ä‑ i gäst. Pluraländelsen ‑er‑ i gäster (som i fornsvenska ofta skrevs gästir och dylikt) är också ett resultat av att stamsuffixet var ‑i‑.

## Konsonantstammar
Konsonantstammar kallas de stammar vilkas stamsuffix slutade på en konsonant. 

### n‑stammar
Talrikast av konsonantstammarna var n‑stammarna.
Vokalismen, alltså stamsuffixets vokal före n, varierade ursprungligen i urgermanskan, åtminstone vad gäller maskulina ord. I urnordiska hade vokalismen i dessa stamsuffix blivit fast. Därför betecknas ordstammsgrupperna nedan som n‑stammar, utan att ange suffixets vokal. Beteckningar som utgår från urnordiskan anges inom parentes.
n‑stammarnas böjning kallas med ett äldre beteckningssätt svag deklination.

#### Maskulina och neutralan‑stammar (an‑stammar) och femininan‑stammar (ōn‑stammar)
Dessa konsonantstammar behandlas i litteraturen under olika beteckningar, av samma skäl som anges ovan. Framställningar som inbegriper äldre urgermanska språkstadier använder ofta beteckningen n‑stammar, medan litteratur om fornnordiska använder beteckningen an‑stammar, som återger stamsuffixets form i urnordiska maskulina eller neutrala ord, och beteckningen ōn‑stammar, som återger stamsuffixets form i urnordiska feminina ord.
Ingen enhetlig urgermansk nominativform av maskulina n‑stammar (an‑stammar) är rekonstruerad, och anges därför inte här.
I stället anges kasusformer av en urnordisk maskulin n‑stam (an‑stam), *hanā̃ (hane, tupp):
| Nominativ | *hanā̃   |
| Ackusativ | *hananũ |
| Dativ     | *hanan  |
| Genitiv   | *hanan  |

Tecknet tilde betecknar nasal vokal, som uppkommit ur ett efterföljande /n/.
De feminina urgermanska n‑stammarna (ōn‑stammarna) hade vokalen /ō/ i stamsuffixet. Nominativformer som tungōn (tunga) kan därför anges för det urgermanska stadiet.

##### Underavdelningar avn‑stammar
Det finns likheter mellan n‑stammarna och de viktigaste vokalstammarna som nämnts ovan. n‑stammarna har underavdelningar i vilka en halvvokal föregår vokalen i stamsuffixet. Underavdelningarna är:
| Maskulinum | rena an‑stammar; jan‑stammar; ijan‑stammar; wan‑stammar |
| Neutrum    | rena an‑stammar; ijan‑stammar;                          |
| Femininum  | rena ōn‑stammar; jōn‑stammar; ijōn‑stammar; wōn‑stammar |

Man kan notera den nära överensstämmelsen mellan n‑stammarna och de viktigaste vokalstammarna, samt de maskulina o‑stammarna (a‑stammarna) och de feminina ā‑stammarna (ō‑stammarna). I båda fallen finns “rena” stammar, och underavdelningar i vilka en halvvokal föregår stamsuffixets vokal.

#### Femininaīn‑stammar
Bland germanska n‑stammar finns ytterligare en mindre grupp: de feminina īn‑stammarna. De var oftast abstrakta substantiv. Två exempel är de ord som har utvecklats till glädje och vrede i nysvenska.

### r‑stammar
En liten men viktig grupp var r‑stammarna, som omfattade de fem släktskapsorden som på standardsvenska har formerna fader, moder, broder, syster och dotter (dock ej son, som var en u‑stam). De urgermanska formerna som faðēr (fader, nominativ) har behållit stamsuffixkonsonanten ‑r‑ i de moderna germanska språken.

### s‑stammar
En ordstamsgrupp som är mindre välbevarad i germanska språk är s‑stammarna. Ett exempel är urgermanska *lambaz (lamm, nominativ).

### nt‑stammar (nd‑stammar)
Med ett suffix som är samma suffix som ‑nd‑ i presens particip (läsande, seende) har nt‑stammar (nd‑stammar) bildats. Ett exempel är urgermanska *friund, (svenska frände, engelska friend) av ett verb med betydelsen ”tycka om”. Andra nt‑stammar (nd‑stammar) har gett upphov till svenska bonde (av verbet bōa, alltså ”boende”) och fiende (av ett verb med betydelsen ”hata”).

## Rotnomina
I germanska språk finns rester av en äldre ordstruktur, där ändelser lades direkt till roten utan mellanliggande stamsuffix. Ett exempel är urgermanska *fōts (fot) som innehåller enbart roten fōt‑ och nominativändelsen ‑s. Redan i urgermanska hade de flesta rotnomina (rotstammar) blivit överförda till andra deklinationer, och de kvarvarande var påverkade av andra klasser (vokal‑ och konsonantstammar).

## Sammanfattande översikt över ordstammar i substantiv
I urgermanska substantiv fanns nedanstående ordstammar. Listan gäller också det likartade dotterspråket urnordiska, förutom att s‑stammar inte längre är en grupp i urnordiska, och att en liten grupp ”enstaviga vokalstammar” uppstått i urnordiska.
Vokalstammar
- rena o‑stammar (a‑stammar) – maskulina och neutrala
- wo‑stammar (wa‑stammar) – maskulina och neutrala
- jo‑stammar (ja‑stammar) – maskulina och neutrala
- ijo‑stammar (ija‑stammar) – maskulina och neutrala

—
- rena ā‑stammar (ō‑stammar) – feminina
- wā‑stammar (wō‑stammar) –  feminina
- jā‑stammar (jō‑stammar) – feminina
- ijā‑stammar (ijō‑stammar) – feminina

— —
- i ‑stammar – maskulina, neutrala och feminina
- u ‑stammar – maskulina, neutrala och feminina

Konsonantstammar
- rena an‑stammar – maskulina och neutrala
- jan‑stammar – maskulina
- ijan‑stammar – maskulina och neutrala
- wan‑stammar – maskulina

— 
- rena ōn‑stammar – feminina
- jōn‑stammar – feminina
- ijōn‑stammar – feminina
- wōn‑stammar – feminina

— —
- r‑stammar – ett fåtal (5) maskulina och feminina släktskapsord
- s‑stammar – ett fåtal ord
- nt‑stammar (nd‑stammar) – maskulina

Rotstammar
- rotnomina (rotstammar) – ett minskande antal maskulina och feminina ord

## Adjektiv och verb
Ordstammar i adjektiv och verb behandlas här kortfattat.
Adjektiv och substantiv (nomina) hade ursprungligen samma böjning i urindoeuropeiska, med samma vokal‑ och konsonantstammar. Senare modifierades adjektivens böjning betydligt. En omvälvande förändring var att ändelser från demonstrativa pronomina – som ofta står nära adjektiv i en sats – trängde in i adjektivböjningen. Gradvis begränsades ordstamstyperna hos adjektiv, så att adjektiv hade o‑stamsböjning (a‑stamsböjning) när de bestämde maskulina och neutrala substantiv, och ā‑stamsböjning (ō‑stamsböjning) när de bestämde feminina substantiv.
Dessutom uppkom den svaga adjektivböjningen som används som bestämd form. Den svaga adjektivböjningen har upptagit många n‑stamsböjningar.
En innovation i urgermanska var den svaga verbböjningen vid sidan av den äldre starka verbböjningen. I den svaga verbböjningen fanns fyra klasser, som åtskildes av att stammarna hade bildats med olika stamsuffix. Men det finns varianter av stamsuffix inom paradigmen, och rekonstruktionerna av de urgermanska stamsuffixen varierar hos olika forskare; urgermanska ordstammar i verb anges därför inte i denna översikt.

## Tillämpning av ordstamsbegreppet i vetenskap och undervisning
Rekonstruktionen av ordstamsvariationen är en fundamental del av urforskningen av germanska språks (och andra språkgrenars) struktur och utveckling ur urindoeuropeiskan. Vid beskrivning av och studium av till exempel fornnordiska är det ändamålsenligt att dela in orden efter ordstamstyp. Orden som tillhör en viss ordstamsgrupp liknar varandra: de har samma slutbokstäver och böjs på samma sätt. Därför har det visat sig vara ändamålsenligt att använda beteckningarna ‑ija‑stammar, ‑a‑stammar, och så vidare, trots att de ordelement (stamsuffixen) – som ordgrupperna är uppkallade efter – inte finns kvar. Vi säger alltså att hirðir är en ‑ija‑stam, trots att stamsuffixet ‑ija‑ nästan försvunnit. Systematisering av nomina efter ordstam är därför vanligt i både vetenskapliga verk och i läroböcker för nybörjare. 
I moderna ö‑skandinaviska språks, i fastlandsskandinaviska folkmål, och i synnerhet i de fastlandsskandinaviska standardspråken, har ordböjningen förändrats i olika grad; ord från olika ordstamsgrupper kan ha fått likartad böjning. Därför systematiseras nomina i dessa språkliga varieteter oftast på ett sätt som tar mindre hänsyn till språkhistorien, i deklinationer efter ordböjningen, särskilt pluraländelser.

## Reflexerav ordstamsvariationen i nysvenska
Även om ursprunglig ordstamstillhörighet är mindre relevant för att beskriva nyare svenska, finns mycket i svenskans allomorfi som återgår på ordstamsvariationen. Exempel:
- De vanliga och produktiva ordtyperna gubbe–gubbar och gumma–gummor går tillbaka på an‑stammar och ōn‑stammar.
- Ordtypen arm–armar går tillbaka på de maskulina  o‑stammarna (a‑stammarna)
- Skillnaden i böjning mellan kalla–kallade och döma–dömde beror på att kalla i urnordiska var en ō‑stam (preteritum i urnordiska var *kallōdō), medan döma (preteritum *dōmidō) var en ija‑stam.[60] Kallade är i dag trestavigt eftersom den långa stamsuffixvokalen ‑ō‑ i *kallōdō inte synkoperades[61].

#### Huvudkällor
- Alfred Bammesberger, Die Morphologie des urgermanischen Nomens (Untersuchungen zur vergleichenden Grammatik der germanischen Sprachen, Bd 2), Heidelberg 1990: Winter, ISBN 3-533-04229-4.
- Eduard Prokosch, A comparative Germanic grammar, Philadelphia 1939: Linguistic Society of America, University of Pennsylvania.
- Einar Haugen, Scandinavian Language Structures: A Comparative Historical Survey, Minneapolis 1982: University of Minnesota Press, ISBN 0-8166-1106-8.
- Ragnvald Iversen (reviderad av Eyvind Fjeld Halvorsen), Norrøn grammatikk (sjunde utgåvan, andra upplagan), Oslo 1984.
- Winfred P. Lehmann; Slocum, Jonathan (red.), A Grammar of Proto-Germanic, Linguistics Research Center, University of Texas at Austin, 2005–2007., arkiverad från ursprungsadressen  den 2019-05-01, https://web.archive.org/web/20190501084027/https://liberalarts.utexas.edu/lrc/resources/books-online/grammar-of-proto-germanic/3.-inflection.php, läst 5 juni 2018

#### Bikällor
- Chamonikolasová, Jana (2014), A Concise History of English, Brno: Masarykova univerzita, ISBN 978-80-210-7480-4., https://digilib.phil.muni.cz/data/handle/11222.digilib/131572/monography.pdf
- Goering, Nelson (2012), Reconstruction and background of the Germanic class III weak verbs, Akademisk avhandling: University of Oxford., https://www.academia.edu/1949682/Reconstruction_and_background_of_the_Germanic_class_III_weak_verbs
- Johnsen, Sverre (2005), The Germanic (i)jō-stem declension: Origin and development, Akademisk avhandling: University of Oslo., http://folk.uio.no/sverrej/publication_files/2005/dissertation/johnsen_mphil.dissertation.2005.pdf
- Klein, Jared; Joseph, Brian D.; Fritz, Matthias; Wenthe, Mark (2017), Handbook of Comparative and Historical Indo-European Linguistics: An International Handbook, Volume 2, Berlin: De Gruyter Mouton.
- Kroonen, Guus Jan (2009), Consonant and vowel gradation in the proto-Germanic n-stems, (akademisk avhandling): Universiteit Leiden., https://openaccess.leidenuniv.nl/bitstream/handle/1887/14513/proefschrift_oechies.pdf
- Levander, Lars (1909), Älvdalsmålet i Dalarna: ordböjning ock syntax, Stockholm: Akademisk avhandling., https://www.sprakochfolkminnen.se/download/18.5850f85e15732ead0b3334/1474043788133/Svenska%20landsm%C3%A5l%20och%20Svenskt%20folkliv_1909_h2.pdf
- Noreen, Adolf (1904), Altschwedische Grammatik: mit Einschluss des Altgutnischen, Halle: Niemeyer., https://archive.org/details/altschwedischegr00noreuoft
- Stefán Einarsson: Icelandic: Grammar, Texts, Glossary. Johns Hopkins Press, Baltimore 1945.
- Wessén, Elias (1955), Svensk språkhistoria I: Ljudlära och ordböjningslära (fjärde upplagan), Stockholm: Filologiska föreningen vid Stockholms högskola.

#### Icke ämnesspecifika källor
- Crystal, David (2010), The Cambridge Encyclopedia of Language (tredje upplagan), Cambridge: Cambridge University Press, ISBN 0-521-73650-1.
- Hormia, Osmo (1967), Lärobok i finska, Lund: Gleerups.
- Hultman, Tor G. (2003), Svenska akademiens språklära, Stockholm: Svenska akademien, ISBN 91-7227-351-8.